# Mercy (bài hát của Duffy)
"Mercy" là một bài hát của ca sĩ người xứ Wales Duffy nằm trong album phòng thu đầu tay của cô, Rockferry (2008). Bái hát được phát hành như là đĩa đơn thứ hai trích từ album vào ngày 11 tháng 2 năm 2008 bởi A&M Records ở thị trường châu Âu và Mercury Records ở thị trường Bắc Mỹ. Bài hát được đồng viết lời bởi Duffy và Steve Booker, người cũng đồng thời chịu trách nhiệm sản xuất, và được sáng tác trong quá trình hoàn thiện cuối cùng cho Rockferry. Đây là một bản soul và pop với nội dung liên quan đến việc một cô gái có tình cảm với một chàng trai, và dù cho đó là một cảm giác lãng mạn thực sự hay chỉ là một phản ứng không mong muốn, cô ấy dường như không thể cưỡng lại khao khát của bản thân và chỉ muốn được thoát khỏi cảm giác đó. "Mercy" nhận được nhiều sự so sánh với đĩa đơn đầu tay của Duffy, "Rockferry", cũng như nhiều tác phẩm của Aretha Franklin, Dusty Springfield và The Supremes, bên cạnh sự tương đồng với nhiều tác phẩm của những nghệ sĩ đương đại như Amy Winehouse.
Sau khi phát hành, "Mercy" nhận được những phản ứng tích cực từ các nhà phê bình âm nhạc, trong đó họ đánh giá cao giai điệu bass hấp dẫn cũng như chủ đề mang hơi hướng jazz của bản nhạc. Bài hát còn gặt hái nhiều giải thưởng và đề cử tại những lễ trao giải lớn, bao gồm một đề cử tại giải Brit năm 2009 cho Đĩa đơn Anh quốc của năm và một đề cử giải Grammy cho Trình diễn giọng pop nữ xuất sắc nhất tại lễ trao giải thường niên lần thứ 51. "Mercy" cũng tiếp nhận những thành công vượt trội về mặt thương mại, đứng đầu các bảng xếp hạng ở Áo, Đức, Ireland, Hà Lan, Na Uy, Thụy Sĩ và Vương quốc Anh, và lọt vào top 10 ở hầu hết những quốc gia khác, bao gồm vươn đến top 5 ở Bỉ, Đan Mạch, Phần Lan, Pháp, Ý, Nhật, New Zealand, Tây Ban Nha và Thụy Điển. Tại Hoa Kỳ, bài hát đạt vị trí thứ 27 trên bảng xếp hạng Billboard Hot 100, trở thành đĩa đơn đầu tiên và duy nhất của Duffy lọt vào bảng xếp hạng, và đã bán được hơn một triệu bản tại đây.
Hai video ca nhạc khác nhau đã được thực hiện cho "Mercy". Video đầu tiên được đạo diễn bởi Daniel Wolfe, trong đó Duffy trình diễn bài hát trên một chiếc bục ở một hội trường lớn với nhiều vũ công nhảy múa xung quanh, trong khi phiên bản thứ hai được phát hành cho thị trường Hoa Kỳ, và bao gồm những cảnh cô trình diễn trên sân khấu với nhiều người đang nhảy theo phía dưới. Để quảng bá bài hát, Duffy đã trình diễn "Mercy" trên nhiều chương trình truyền hình và lễ trao giải lớn, bao gồm The Early Show, Fashion Rocks, Late Night with Conan O'Brien, Saturday Night Live, giải Âm nhạc châu Âu của MTV năm 2008 và giải thưởng Âm nhạc NRJ năm 2009. Được ghi nhận là bài hát trứ danh trong sự nghiệp của nữ ca sĩ, bài hát đã được hát lại và sử dụng làm nhạc mẫu bởi nhiều nghệ sĩ khác nhau, như OneRepublic, The Fratellis, John Mayer, Girls' Generation và dàn diễn viên của Glee, cũng như xuất hiện trong nhiều tác phẩm điện ảnh và truyền hình, bao gồm 90210, Entourage, ER, Grey's Anatomy, My Best Friend's Girl và Smallville.

## Danh sách bài hát
| Tải kĩ thuật số 1. "Mercy" - 3:43 Đĩa CD tại châu Âu và Anh quốc 1. "Mercy" - 3:43 2. "Tomorrow" - 3:12 Đĩa 7" tại châu Âu - A. "Mercy" - 3:43 - B. "Save It For Your Prayers" - 3:06 | Đĩa CD maxi tại châu Âu 1. "Mercy" - 3:43 2. "Tomorrow" - 3:12 3. "Oh Boy" - 2:30 4. "Save It For Your Prayers" - 3:06 5. "Mercy" (video ca nhạc) - 3:30 |

## Thành phần thực hiện
Thành phần thực hiện được trích từ ghi chú của Rockferry, A&M Records.
Thu âm và phối khí
- Thu âm, lập trình và phối khí tại Bookerland Studios ở London, Anh.

Thành phần
- Duffy - Giọng hát, viết lời
- Steve Booker - viết lời, sản xuất, lập trình, phối khí, guitar, bass và đàn phím.

## Xếp hạng
| Bảng xếp hạng (2008)                 | Vị trí cao nhất |
| ------------------------------------ | --------------- |
| Úc (ARIA)                            | 26              |
| Áo (Ö3 Austria Top 40)               | 1               |
| Bỉ (Ultratop 50 Flanders)            | 3               |
| Bỉ (Ultratop 50 Wallonia)            | 5               |
| Canada (Canadian Hot 100)            | 11              |
| Cộng hòa Séc (Rádio Top 100)         | 3               |
| Đan Mạch (Tracklisten)               | 2               |
| Châu Âu (European Hot 100 Singles)   | 1               |
| Phần Lan (Suomen virallinen lista)   | 3               |
| Pháp (SNEP)                          | 2               |
| Đức (Official German Charts)         | 1               |
| Hungary (Rádiós Top 40)              | 1               |
| Ireland (IRMA)                       | 1               |
| Ý (FIMI)                             | 3               |
| Nhật Bản (Japan Hot 100)             | 3               |
| Hà Lan (Dutch Top 40)                | 1               |
| Hà Lan (Single Top 100)              | 1               |
| New Zealand (Recorded Music NZ)      | 4               |
| Na Uy (VG-lista)                     | 1               |
| Bồ Đào Nha (Billboard)               | 1               |
| Scotland (OCC)                       | 1               |
| Tây Ban Nha (PROMUSICAE)             | 2               |
| Thụy Điển (Sverigetopplistan)        | 3               |
| Thụy Sĩ (Schweizer Hitparade)        | 1               |
| Anh Quốc (OCC)                       | 1               |
| Hoa Kỳ Billboard Hot 100             | 27              |
| Hoa Kỳ Adult Pop Airplay (Billboard) | 16              |
| Hoa Kỳ Dance Club Songs (Billboard)  | 35              |
| Hoa Kỳ Pop Airplay (Billboard)       | 22              |
| Venezuela Pop Rock (Record Report)   | 1               |

| Bảng xếp hạng (2008)               | Vị trí |
| ---------------------------------- | ------ |
| Úc (ARIA)                          | 72     |
| Áo (Ö3 Austria Top 75)             | 5      |
| Bỉ (Ultratop 50 Flanders)          | 6      |
| Bỉ (Ultratop 40 Wallonia)          | 18     |
| Canada (Canadian Hot 100)          | 36     |
| Châu Âu (European Hot 100 Singles) | 2      |
| Phần Lan (Suomen virallinen lista) | 5      |
| Pháp (SNEP)                        | 7      |
| Đức (Official German Charts)       | 6      |
| Hungary (Rádiós Top 40)            | 17     |
| Ireland (IRMA)                     | 13     |
| Ý (FIMI)                           | 13     |
| Nhật Bản (Japan Hot 100)           | 23     |
| Hà Lan (Dutch Top 40)              | 13     |
| Hà Lan (Single Top 100)            | 5      |
| New Zealand (Recorded Music NZ)    | 30     |
| Na Uy (VG-lista)                   | 5      |
| Tây Ban Nha (PROMUSICAE)           | 8      |
| Thụy Điển (Sverigetopplistan)      | 6      |
| Thụy Sĩ (Schweizer Hitparade)      | 3      |
| Anh Quốc (Official Charts Company) | 3      |
| Bảng xếp hạng (2009)               | Vị trí |
| Hungary (Rádiós Top 40)            | 10     |

| Bảng xếp hạng (2000-09)            | Vị trí |
| ---------------------------------- | ------ |
| Áo (Ö3 Austria Top 40)             | 24     |
| Đức (Official German Charts)       | 26     |
| Hà Lan (Dutch Top 40)              | 95     |
| Anh Quốc (Official Charts Company) | 48     |

## Chứng nhận
| Quốc gia | Chứng nhận  | Số đơn vị/doanh số chứng nhận |
| --- | ----------- | ----------------------------- |
| Úc (ARIA) | Bạch kim    | 70.000^                       |
| Áo (IFPI Áo) | Vàng        | 15.000*                       |
| Bỉ (BEA) | Vàng        | 15.000*                       |
| Brasil (Pro-Música Brasil) | Vàng        | 30.000‡                       |
| Đan Mạch (IFPI Đan Mạch) | 2× Bạch kim | 30.000^                       |
| Phần Lan (Musiikkituottajat) | —           | 4,572                         |
| Pháp (SNEP) | —           | 148,310                       |
| Đức (BVMI) | Bạch kim    | 500.000‡                      |
| New Zealand (RMNZ) | Vàng        | 7.500*                        |
| Tây Ban Nha (PROMUSICAE) | 3× Bạch kim | 60.000*                       |
| Thụy Điển (GLF) | Vàng        | 10.000^                       |
| Thụy Sĩ (IFPI) | Vàng        | 15.000^                       |
| Anh Quốc (BPI) | 2× Bạch kim | 1.200.000‡                    |
| Hoa Kỳ (RIAA) | Bạch kim    | 1.000.000*                    |
| * Chứng nhận dựa theo doanh số tiêu thụ. ^ Chứng nhận dựa theo doanh số nhập hàng. ‡ Chứng nhận dựa theo doanh số tiêu thụ và phát trực tuyến. |             |                               |